# Kornwestheim
Kornwestheim – miasto w Niemczech, w kraju związkowym Badenia-Wirtembergia, w rejencji Stuttgart, w regionie Stuttgart, w powiecie Ludwigsburg. Leży nad rzeką Bottwar, ok. 3 km na południe od Ludwigsburga, przy drodze krajowej B27 i linii kolejowej Heilbronn–Stuttgart, Stuttgart–Mannheim oraz InterCity ze stacją kolejową Kornwestheim.

## Współpraca
Miejscowości partnerskie:
- Eastleigh, Wielka Brytania
- Kimry, Rosja
- Villeneuve-Saint-Georges, Francja
- Weißenfels, Saksonia-Anhalt

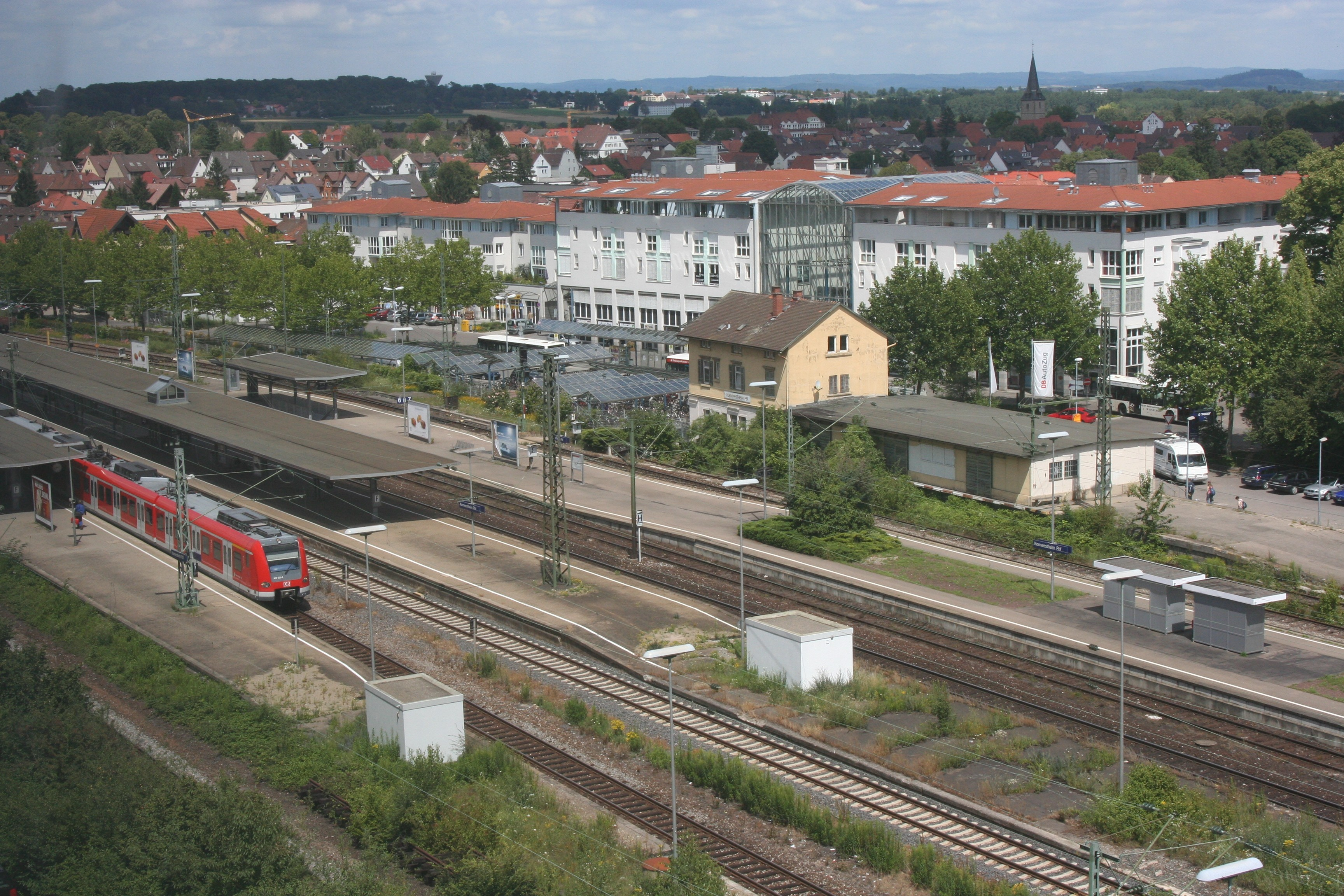
Stacja w Kornwestheim

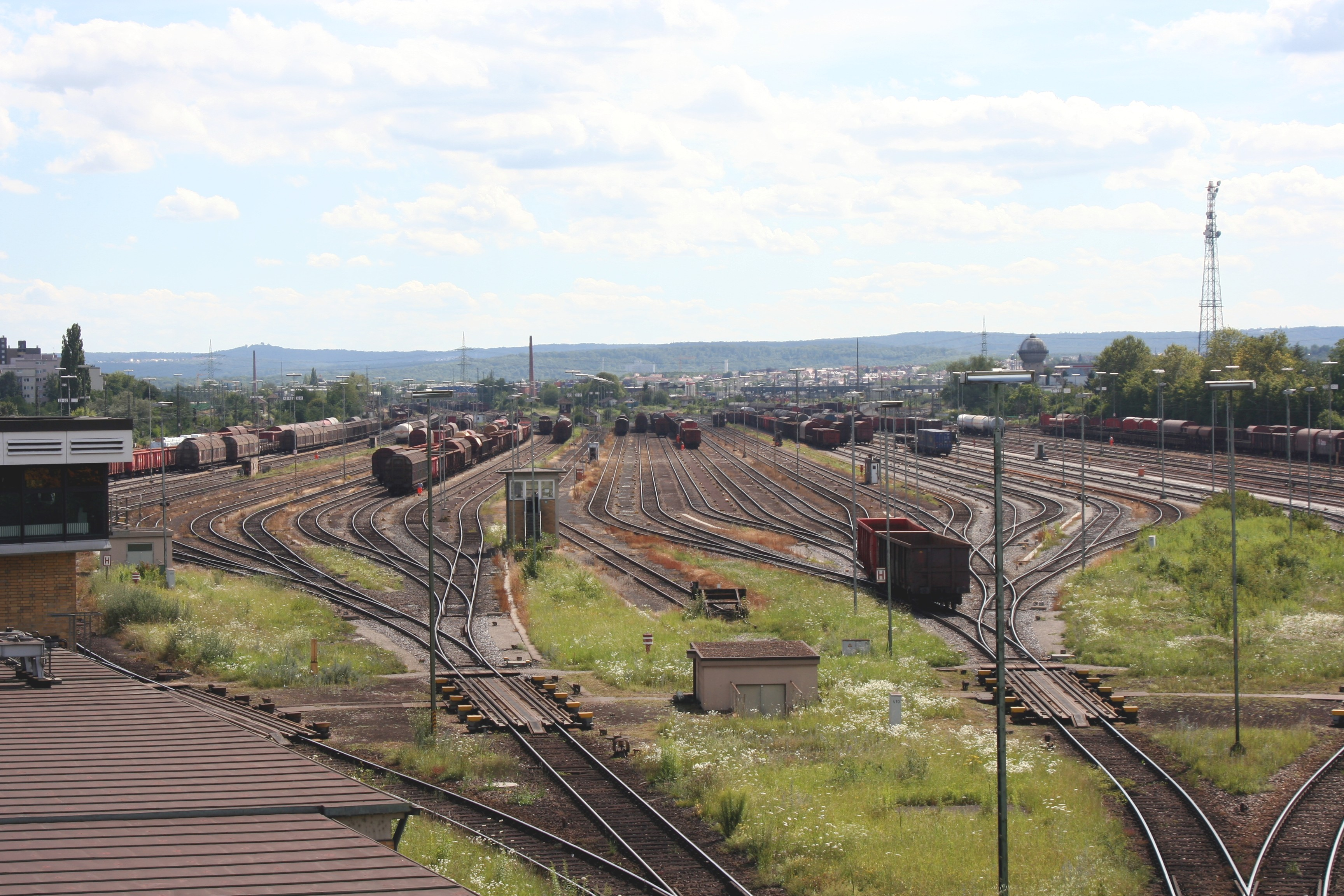
Stacja rozrządowa

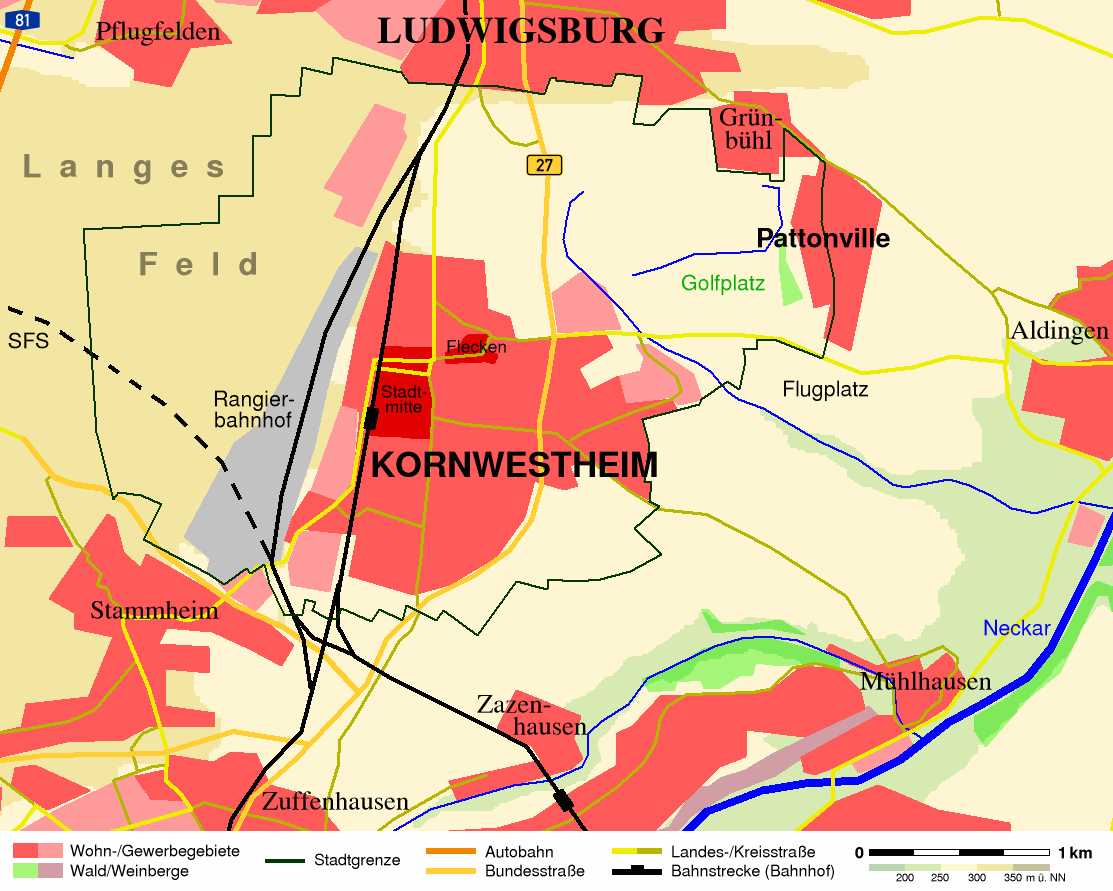
Mapa miasta